# Conduit thoracique
Le conduit thoracique (ou canal thoracique), est un vaisseau lymphatique important et le plus volumineux du système lymphatique.

## Origine
Le conduit thoracique nait de la réunion dans l'abdomen et en avant des deux premières vertèbres lombaires des deux troncs lymphatiques lombaires. Cette union est souvent dilatée formant la citerne de chyle.

## Trajet
En moyenne, le conduit thoracique d'un humain adulte mesure de 38 à 45 cm pour un diamètre de 5 mm. Il comprend une partie abdominale, une partie thoracique et une partie cervicale.

### Partie abdominale du conduit thoracique
Dans l'abdomen, le conduit thoracique monte à partir de la citerne de chyle en avant et à droite de la colonne vertébrale entre l'aorte et la veine azygos.
Il sort de l'abdomen en traversant le diaphragme par le hiatus aortique.
Il y reçoit les troncs lymphatiques intestinaux.

### Partie thoracique du conduit thoracique
Le conduit thoracique sort du hiatus aortique pour pénétrer dans le médiastin postérieur entre l'aorte thoracique à sa gauche et la veine azygos à sa droite. Il est situé derrière l’œsophage au niveau de la septième vertèbre thoracique. Au niveau de la cinquième vertèbre thoracique, il franchit la ligne médiane vers la gauche en passant derrière la crosse aortique et à gauche de l’œsophage.
Il y reçoit une partie des vaisseaux lymphatiques intercostaux.

### Partie cervicale du conduit thoracique
Le conduit thoracique suit la face postero-médiale de l'artère subclavière gauche en décrivant l'arc du conduit thoracique (ou crosse du canal thoracique) pour aller se jeter vers la jonction des veines sous-clavière gauche et jugulaire gauche. Sa terminaison habituellement comporte deux valvules.

## Variation
Le trajet caractéristique du canal thoracique n’existe que chez environ la moitié des individus.
La citerne de chyle est absente pour environ la moitié des individus. Elle est absente lorsqu'au cours du développement embryonnaire les troncs lombaires fusionnent au-dessus de la douzième vertèbre thoracique et dans ce cas elle peut être remplacée par une dilatation des troncs lombaires.
La partie inférieure peut être remplacée par un plexus de vaisseaux lymphatiques avec une fusion en un seul canal au niveau du médiastin. Dans de rares cas le conduit thoracique peut être en double.
Chez plus de 95% des individus, le conduit thoracique se termine soit au niveau de l'angle veineux, soit dans l'une des veines de l'angle veineux :  la veine jugulaire interne ou la veine sous-clavière. Mais dans d'autres cas, il peut se déverser dans une autre veine parmi la veine brachiocéphalique, la veine jugulaire externe, la veine suprascapulaire, une veine transverse du cou  ou la veine vertébrale.
Dans la grande majorité des cas, le conduit thoracique se termine du côté gauche, mais peut rarement se terminer du côté droit du corps, ou bilatéralement.
Il se termine généralement par un seul vaisseau, mais il peut se terminer par des vaisseaux bilatéraux ou par plusieurs branches terminales.
Rarement, le conduit thoracique se termine prématurément en se jetant dans le système azygos.

## Anatomie fonctionnelle

Schéma montrant les parties du corps qui sont drainées par le conduit thoracique (en vert clair).

Le conduit thoracique draine toute la lymphe sous-diaphragmatique, à l'exception de celle du foie et de la paroi abdominale sus-ombilicale. Il draine également la lymphe de la partie gauche du thorax, de la tête, du cou et du membre supérieur gauche.
Le transport lymphatique, dans le canal thoracique, est principalement provoqué par l'action de la respiration, aidée par le muscle lisse du canal et par des valvules internes qui empêchent la lymphe de redescendre. Il y a également deux valves à la jonction du canal avec la veine sous-clavière gauche, pour empêcher le reflux de sang veineux dans le canal. 
Chez l'adulte, le canal thoracique transporte jusqu'à 4 litres de lymphe par jour. 

## Aspect clinique
Le canal thoracique se dilate de manière adaptative en présence de certaines pathologies comme l'insuffisance cardiaque congestive, l'hypertension portale ou une tumeur maligne.
Lorsque le canal thoracique est obstrué ou endommagé, une grande quantité de lymphe peut rapidement s'accumuler dans la cavité pleurale provocant un chylothorax. 